# Jeannette Brosig-Koch
Jeannette Brosig-Koch (geb. 1974) ist eine deutsche Gesundheitsökonomin und Hochschullehrerin. Sie lehrt als Professorin für Verhaltensbasierte Sozialpolitik an der Otto-von-Guericke-Universität Magdeburg und ist Generalsekretärin der Deutschen Gesellschaft für Gesundheitsökonomie.

## Werdegang
Brosig-Koch legte im Jahr 1993 ihr Abitur in Stendal ab und nahm im selben Jahr ein Studium der Volkswirtschaftslehre an der Magdeburger Otto-von-Guericke-Universität auf, das sie 1998 abschloss. Bis zu ihrer Promotion im Jahr 2003 arbeitete sie als Wissenschaftliche Mitarbeiterin an der dortigen Fakultät für Wirtschaftswissenschaft. Anschließend war Brosig-Koch ebendort als Wissenschaftliche Assistentin tätig. Im Rahmen eines Stipendiums durch die Deutsche Forschungsgemeinschaft absolvierte sie im Jahr 2004 einen Forschungsaufenthalt an der Penn State University. Ab 2005 leitete Brosig-Koch das Magdeburger Labor für experimentelle Wirtschaftsforschung. Ab 2006 übernahm sie für drei Jahre die Lehrstuhlvertretung für Axel Ockenfels am Staatswissenschaftlichen Seminar an der Universität zu Köln. Von 2008 bis 2021 war sie Inhaberin des Lehrstuhls für Volkswirtschaftslehre an der Universität Duisburg-Essen und zugleich Direktorin des Essener Labors für Experimentelle Wirtschaftsforschung (elfe).
Im Dezember 2020 wurde Brosig-Koch auf die vom Bundesministerium für Arbeit und Soziales eingerichtete Stiftungsprofessur „Verhaltensbasierte Sozialpolitik“ an die Fakultät für Wirtschaftswissenschaft der Otto-von-Guericke-Universität Magdeburg berufen und ist seit April 2021 dort tätig.

## Engagement und wissenschaftlicher Beitrag
Brosig-Koch ist neben der Tätigkeit als Generalsekretärin in der Deutschen Gesellschaft für Gesundheitsökonomie (dggö) auch im Verein für Socialpolitik und der Deutschen Forschungsgemeinschaft engagiert. Sie forscht und publiziert zur experimentellen Gesundheitsökonomik, zur Spieltheorie und zum Markt- und Auktionsdesign. Einige ihrer Forschungsprojekte wurden zwischen 2005 und 2017 durch die Deutsche Forschungsgemeinschaft gefördert. Unter anderem erforschte Brosig-Koch von 2010 bis 2017 die Auswirkungen des Vergütungssystems auf das Verordnungsverhalten von Ärzten. Für ihre wissenschaftliche Arbeit erhielt sie bereits früh mehrfach Auszeichnungen.

### KOMV
Im Sommer 2018 wurde Brosig-Koch durch den damaligen Bundesgesundheitsminister Jens Spahn in die Honorarkommission für ambulante ärztliche Vergütung (KOMV) berufen. Die Kommission erarbeitete Vorschläge zur Reformierung der privat- und der kassenärztlichen Versorgung in Deutschland, beispielsweise einer Harmonisierung der Vergütungssystematiken der beiden Bereiche. Brosig-Koch war eines von insgesamt 13 Mitgliedern der Kommission. Die KOMV legte ihre Ergebnisse im Januar 2021 vor.

### Auszeichnungen
- Heinz-Sauermann-Preis der Gesellschaft für Experimentelle Wirtschaftsforschung sowohl für ihre Diplomarbeit (2000) als auch für ihre Dissertation (2004)
- Otto-von-Guericke-Forschungspreis für das Team des Magdeburger Labors für Experimentelle Wirtschaftsforschung
- Fakultätspreis der Otto-von-Guericke-Universität Magdeburg, sowohl für die beste Diplomarbeit, als auch für die beste Dissertation

## Publikationen
- mit Joachim Weimann: Einführung in die experimentelle Wirtschaftsforschung, Springer Gabler 2019, ISBN 978-3-642-32764-3